# Johann Karl Stich
Johann Karl Stich (* 20. Juli 1888 in Wien; † 21. Oktober 1955 in Steyr) war ein österreichischer Jurist und Generalstaatsanwalt in Wien während der NS-Zeit.

## Karriere und Politik
Johann Karl Stich wurde in Wien als Sohn eines Bürgerschuldirektors geboren. Nach dem Besuch des Elisabethgymnasiums studierte er Rechtswissenschaften an der Universität Wien und trat 1907 der Burschenschaft Libertas bei. Er wurde zum Dr. iur. promoviert. 1913 trat er als Rechtspraktikant in den Justizdienst ein und war als solcher hauptsächlich in Krems tätig.
Stich war politisch deutschnational eingestellt und im Juli 1919 Gründungsmitglied der Ortsgruppe Krems der Deutschen Nationalsozialistischen Arbeiterpartei um Walter Riehl. 1919 folgte auch die Ernennung zum Richter und er arbeitete in dieser Funktion zuerst in Krems, ab 1921 am Bezirksgericht Enns. 1923 wechselte Stich zur Staatsanwaltschaft Enns und arbeitete ab 1930 in Krems, Steyr und Korneuburg. Am 1. Mai 1930 trat er der NSDAP bei (Mitgliedsnummer 301.746), wodurch er nach dem „Anschluss“ Österreichs als Alter Kämpfer angesehen wurde.
Sein politisches Engagement für die NSDAP führte zu einem Konflikt mit den staatlichen Institutionen. Im April 1933 wurde er vom Oberstaatsanwalt verhört, weil der Verdacht bestand, dass er einen nationalsozialistischen Überfall auf Heimwehrmitglieder organisiert, und die später deswegen verhafteten Nationalsozialisten gesetzeswidrig auf freien Fuß gesetzt habe. Am 12. Juni 1933 wurde Stich zur Staatsanwaltschaft Wien versetzt.
Am 19. Juni 1933 wurde die NSDAP in Österreich verboten und Stich kurz darauf unter Kürzung seiner Bezüge vom Dienst suspendiert, da er öffentlich den Hitlergruß gebraucht hatte. Im Zuge eines Disziplinarverfahrens und vor dem Hintergrund des Juliputsches kam er am 27. Juli 1934 für einige Tage in Polizeigewahrsam. Er blieb zwar illegal NSDAP-Parteimitglied, da ihm aber nichts nachgewiesen werden konnte, wurde im Juli 1935 seine Dienstenthebung aufgehoben.

## Karriere im Nationalsozialismus
Als Alter Kämpfer profitierte Stich nach dem Anschluss Österreichs an das nationalsozialistische Deutsche Reich. Schnell wurde er mit der Leitung der Staatsanwaltschaft Wien I betraut und am 11. April 1939 zum Generalstaatsanwalt am Oberlandesgericht (OLG) Wien bestellt. Seine persönliche Bekanntschaft mit dem Vizebürgermeister von Wien, Hanns Blaschke, hatte dabei nicht geschadet. 1940 wurde Baldur von Schirach Gauleiter von Wien und versuchte Schlüsselpositionen im OLG mit Juristen aus dem Altreich zu besetzen. Obwohl Schirach bemüht war, eine Abberufung Stichs zu erreichen, hielt sich dieser bis zum Kriegsende als Generalstaatsanwalt.
Innerhalb der Sturmabteilung wurde er zum SA-Standartenführer befördert.
Als gegen Ende des Zweiten Weltkrieges die Rote Armee immer näher an Wien heranrückte, verließen das Präsidium des OLG und die Generalstaatsanwaltschaft die Stadt. Dabei wurde nicht nur der Justizapparat evakuiert, sondern auch 60 Gefangene (darunter 46 zum Tode verurteilte). Diese mussten nun zu Fuß nach Westen marschieren. Die Kontrolle darüber unterlag Stich, da nach den damals gültigen Regelungen der Strafvollzug Aufgabe der Staatsanwaltschaft war. Am 9. April 1945 erreichte der Tross Krems, wo Stich die nicht zu Tode verurteilten Häftlinge entließ. Die verbliebenen 44 – zwei konnten unterwegs fliehen – wurden in die Strafanstalt Stein gebracht, wo sie am 15. April von Angehörigen der Waffen-SS erschossen wurden. Ob der Befehl für dieses blutige Kapitel des Massakers von Stein von Gauleiter Hugo Jury oder von Generalstaatsanwalt Stich kam, wurde nie endgültig geklärt.
Stich war unterdessen als einer der wenigen Juristen des OLG Wiens länger in Krems geblieben, während die anderen weiter nach Westen zogen. Der Grund dafür lag in vier Prozessen bei Standgerichten in Krems und St. Pölten, bei denen er ab dem 13. April als Anklagevertreter fungierte. In deren Folge wurden gegen 17 Personen Todesurteile erlassen und vollstreckt, darunter auch jene gegen die Mitglieder der Widerstandsgruppe Kirchl-Trauttmansdorff. Diese Prozesse widersprachen jedem zivilisierten Rechtsverständnis: Die Angeklagten hatten keine anwaltliche Vertretung, wurden nur je zehn Minuten vom Gericht einvernommen und auch die Urteilsberatung war in zehn Minuten erledigt.
Am 5. Mai 1945 wurde Johann Karl Stich von amerikanischen Truppen gefangen genommen und der österreichischen Justiz übergeben.

## Nach Kriegsende
Die Nachkriegsjustiz hatte sich damit auseinanderzusetzen, wie viel persönliche Schuld Juristen auf sich laden, wenn sie gesetzliche Bestimmungen, die der Menschenwürde zuwiderlaufen, anwenden. Das Justizministerium hielt die Anwendung von geltenden nationalsozialistischen Gesetzen im Dritten Reich durch Richter und Staatsanwälte nicht für strafwürdig.
Dazu kam für die Zweite Republik das Dilemma, dass man den Justizsektor entnazifizieren wollte, andererseits aber den Gerichtsbetrieb trotz Personalknappheit aufrechterhalten musste. Die Statistik der Verfahren gegen nationalsozialistische Angehörige des Justizapparates vor dem Volksgericht Wien ist ernüchternd: Von 52 Beschuldigten wurden acht verurteilt, Rechtskraft erlangten davon nur drei Verurteilungen, darunter jene von Johann Karl Stich.
Am 18. Juni 1948 wurde Stich vom Landesgericht für Strafsachen Wien als Volksgericht zu acht Jahren schwerem Kerker verurteilt und zum Verfall des Vermögens. Wenngleich das Gericht auch die Vorgänge in Stein in Betracht zog, erfolgte die Verurteilung nur für den Tatbestand der „Illegalität“ nach §§ 10 und 11 des Verbotsgesetzes, also der illegalen Mitgliedschaft bei der NSDAP nach ihrem Verbot 1933.
Bereits am 22. März 1950 wurde er aus gesundheitlichen Gründen aus der Haft entlassen und bestritt danach seinen Lebensunterhalt als Versicherungsagent der Victoria. Hinsichtlich des Rests der Strafe wurde er am 25. März 1955 begnadigt. Eine Gnadenpension für seine Frau und ihn wurden abgelehnt. Am 21. Oktober 1955 starb Stich in Steyr.